# 巴列堡
巴列堡是西班牙安达卢西亚自治区加的斯省的一个市镇。总面积46.89平方公里，总人口5150人（2017年），人口密度110人/平方公里。

## 自然生态

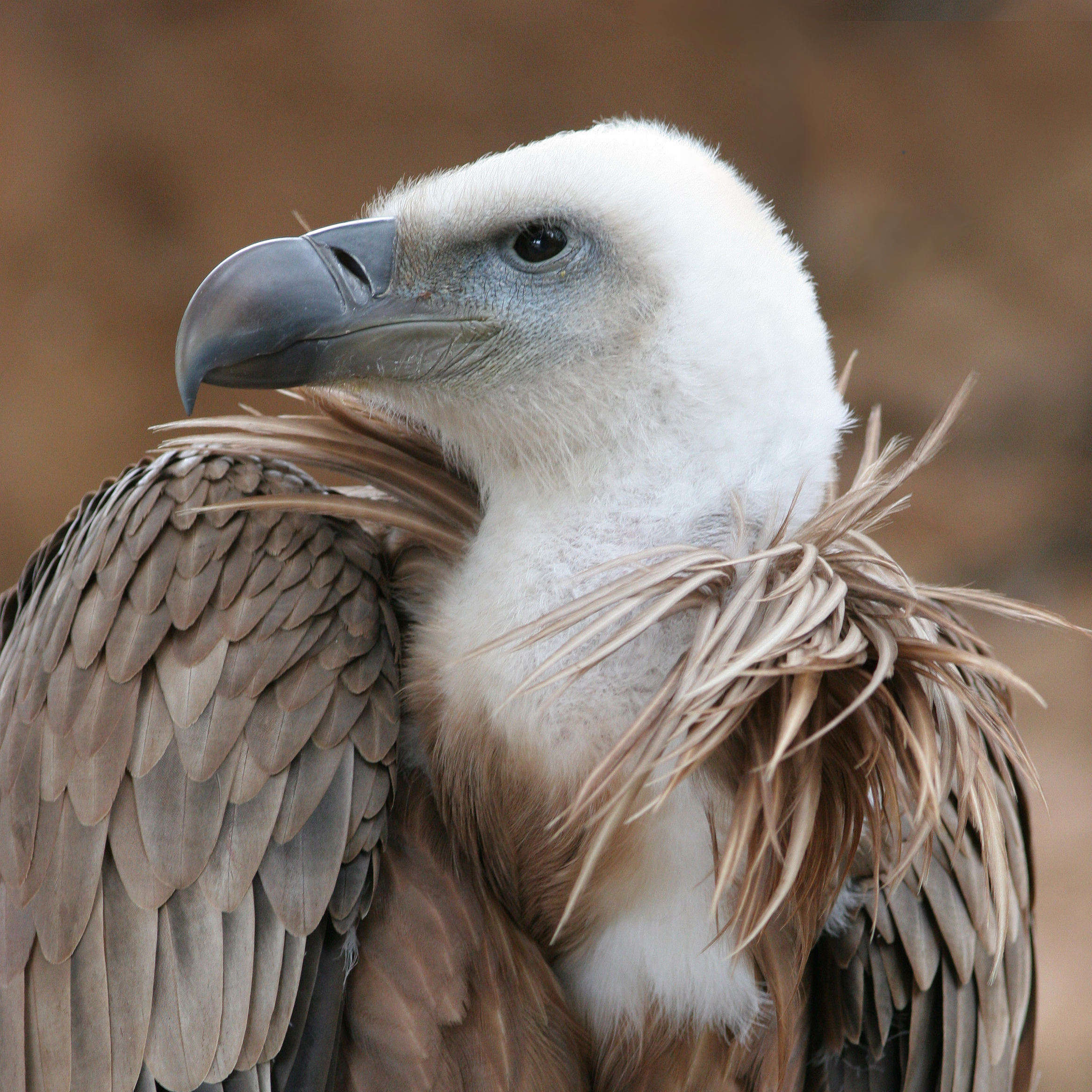
西域兀鹫在巴列堡很常见

植物群：
- 栎属
- 葡萄牙橡树（英语：Portuguese oak）
- 半日花科
- 鷹爪豆屬
- 芦笋
- 瑞香属

动物群：
- 普通楼燕
- 大山雀
- 蓝山雀
- 白腹隼雕
- 西域兀鹫

## 经济
- 油橄欖
- 畜牧业

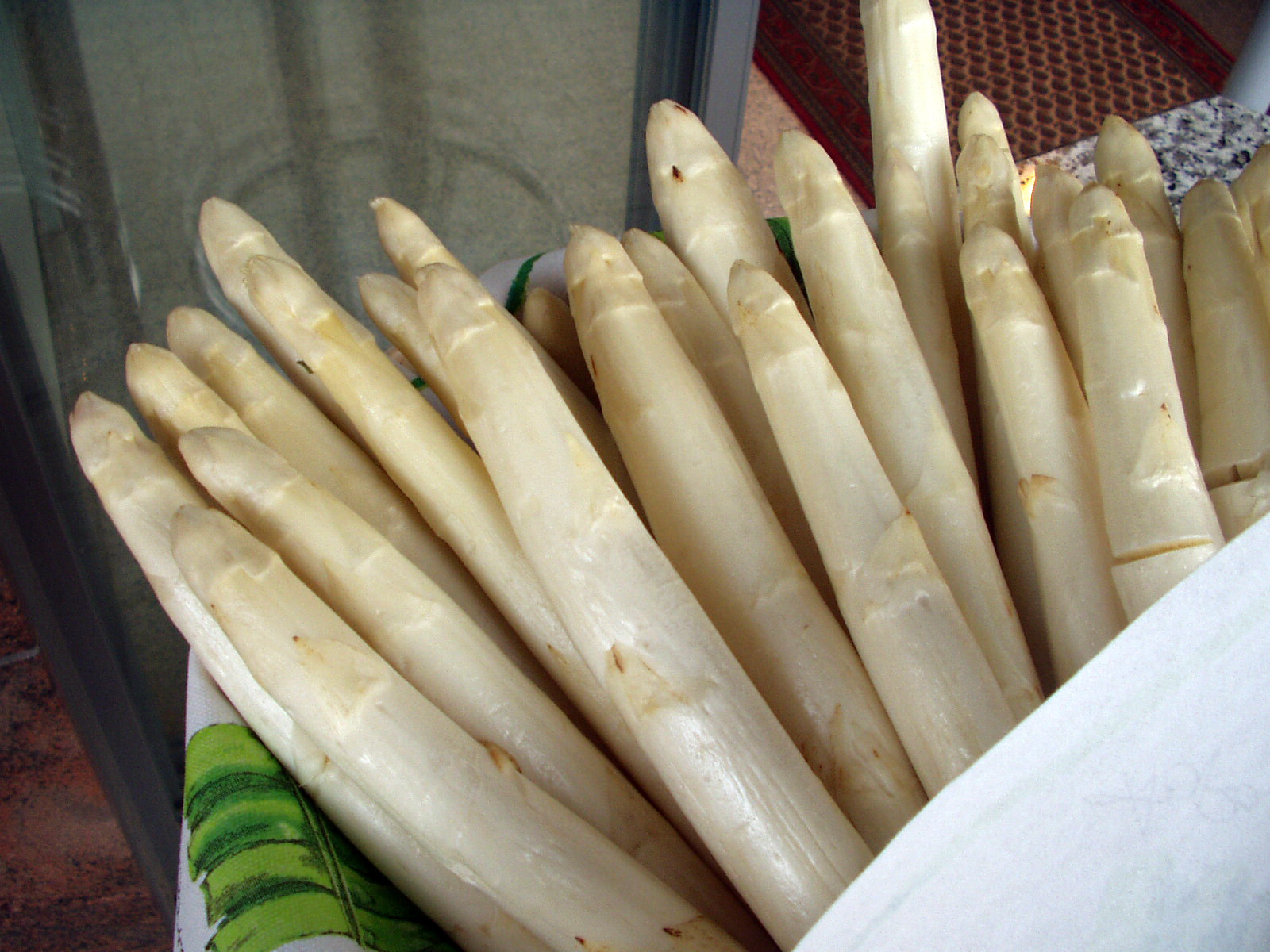
芦笋的种植与生产是该市的主要经济来源
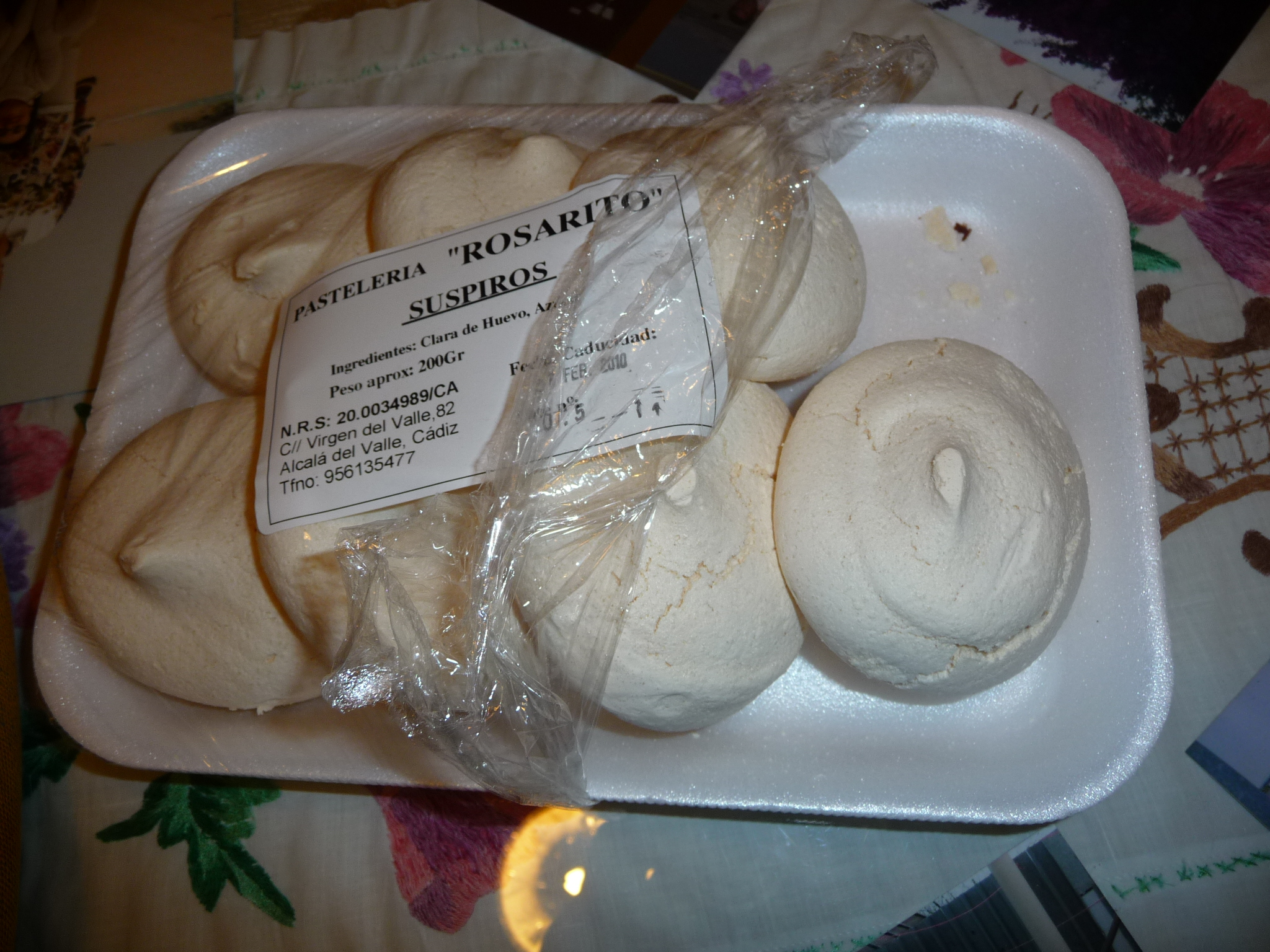
巴列堡生产的糕点
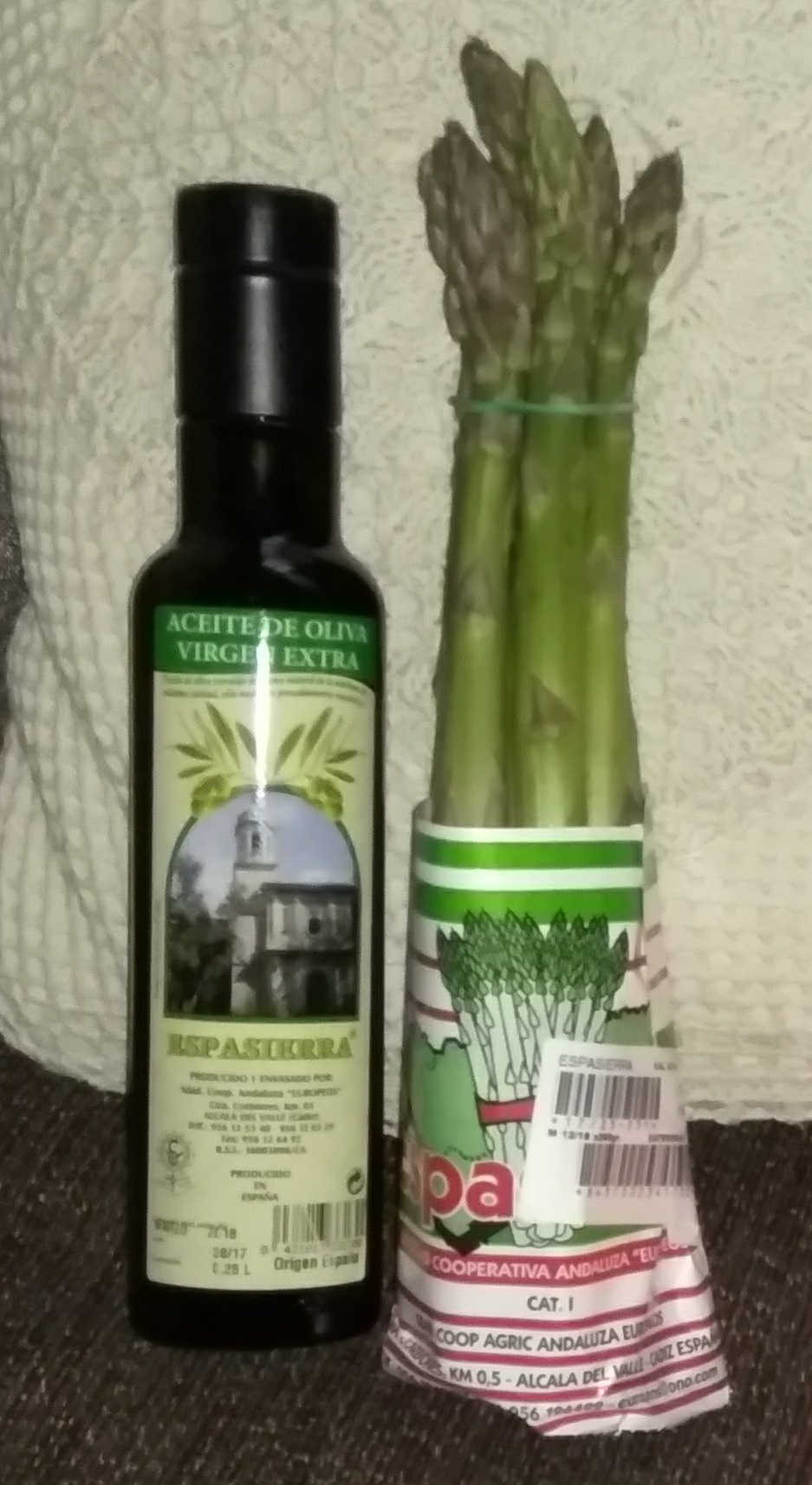

## 图集

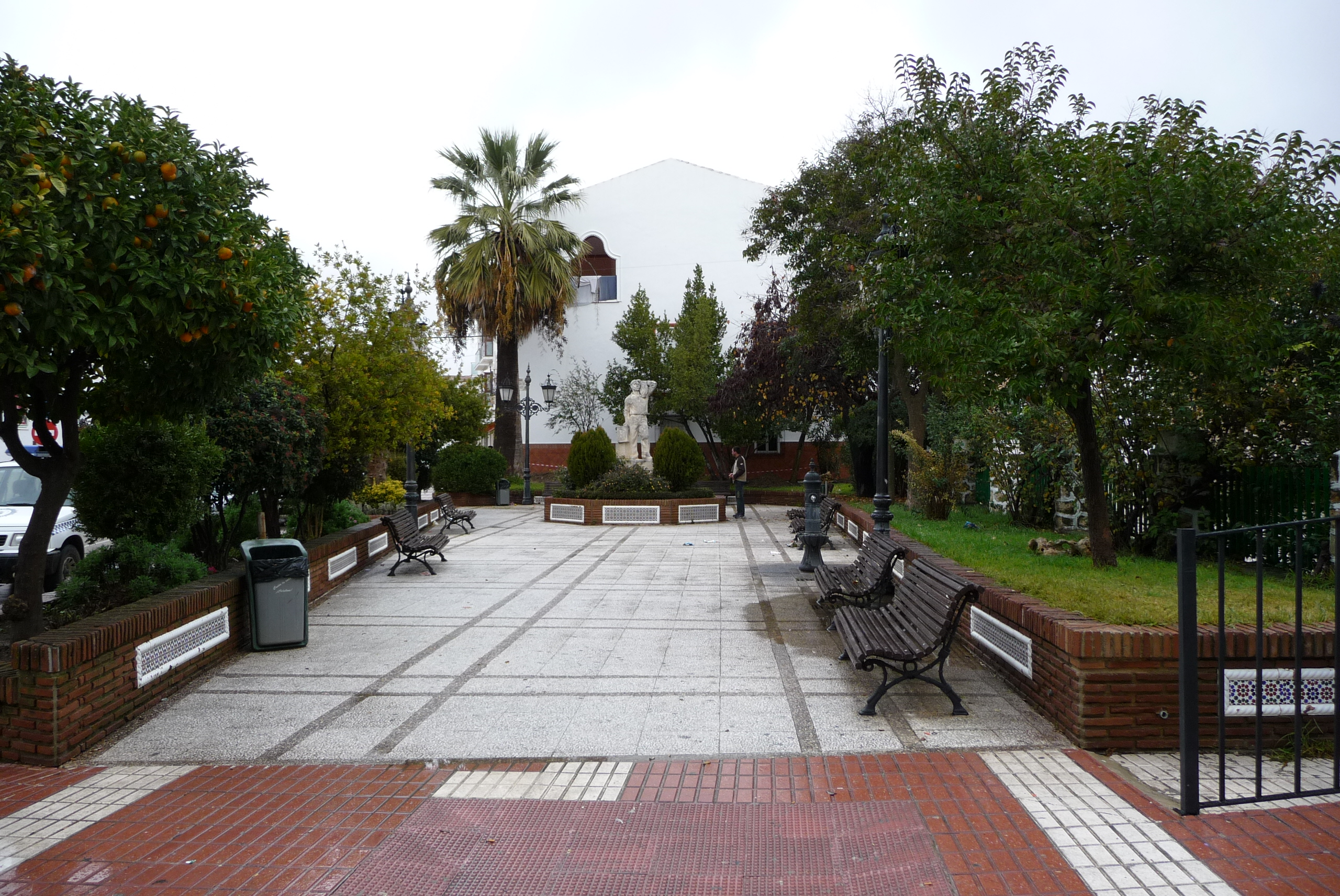
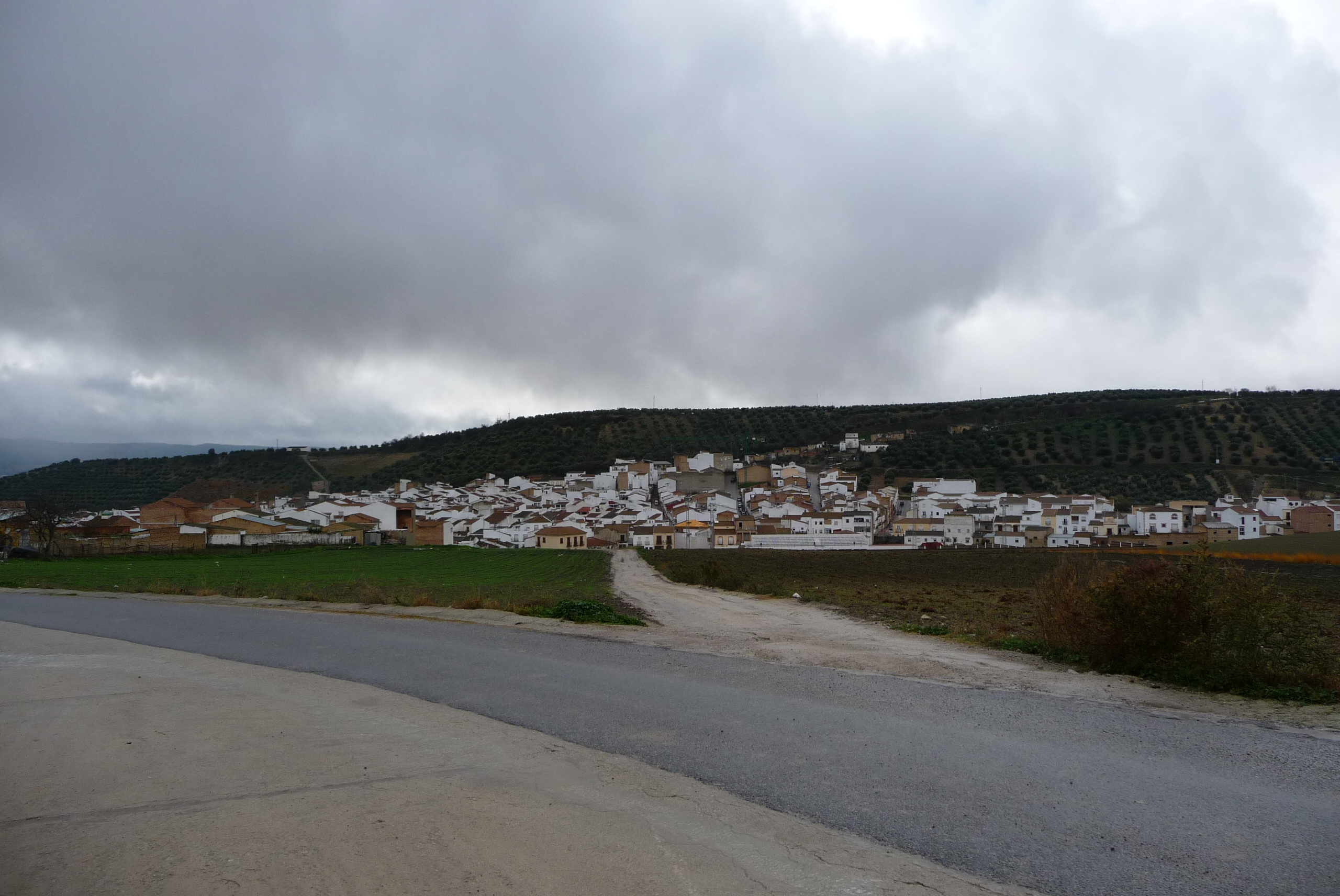
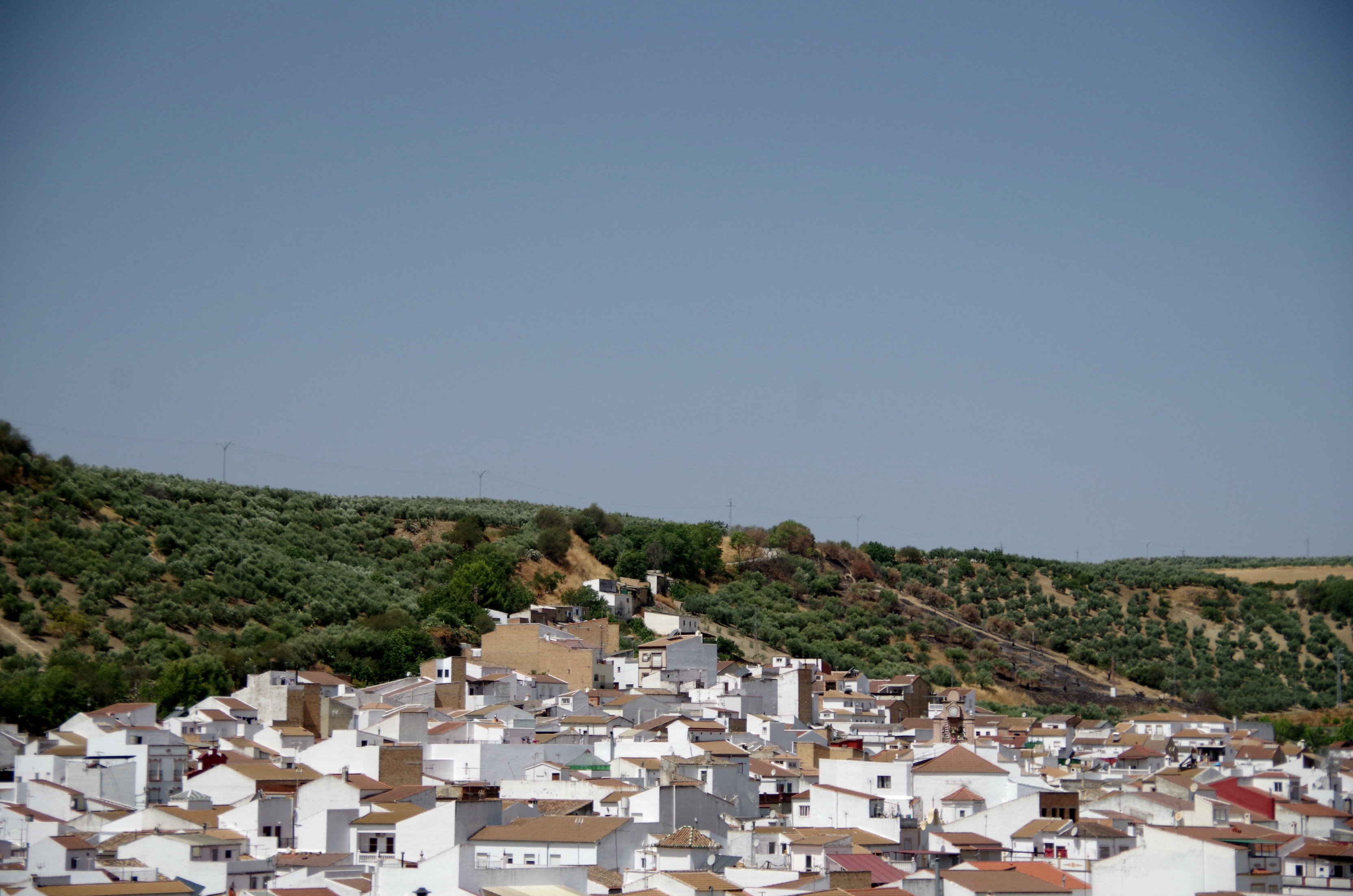
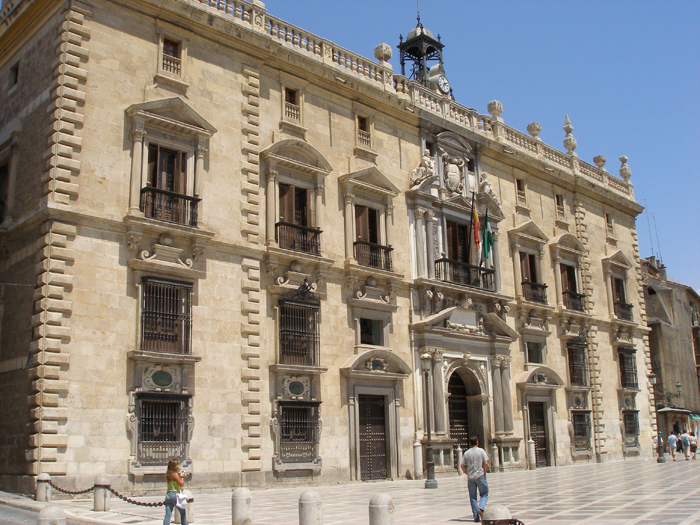